# Bentley Continental GTC
La Bentley Continental GTC è una cabriolet gran turismo 2+2 prodotta dalla Bentley dall'autunno 2006 e sostituisce la seconda serie della Bentley Azure. Nel 2011 ne è stata presentata la seconda serie e nel 2019 la terza.

## Caratteristiche tecniche
Deriva dalla Bentley Continental GT e quindi utilizza piattaforma Volkswagen D3, utilizzata dalla Audi A8, e Volkswagen Phaeton.
Il motore è un 6 litri, 12 cilindri a W di 72º (due bancate a 90º, ciascuna con cilindri a V di 15º), sovralimentato da due turbocompressori, eroga una potenza di 560 CV a 6100 giri/min, e una coppia motrice di 650 Nm a 1600 giri/min.
La trazione è a quattro ruote motrici, il cambio a sei rapporti è automatico a controllo elettronico, con possibile utilizzo manuale sequenziale.
Velocità massima 312 km/h, accelerazione 0-100 km/h in 5,1 secondi.
Bagagliaio 235 dm³, capacità serbatoio 90 litri.
Consumo: urbano (26,2 litri/100 km), extra-urbano (11,9 litri/100 km), misto (17,1 litri/100 km).
Emissione di Co2 (misto): 410g/km

## Motorizzazioni
| Modello                   | Disponibilità | Motore  | Cilindrata cm³ | Potenza         | Coppia Massima | Emissioni CO2 (g/Km) | 0–100 km/h (secondi) | Velocità max (Km/h) | Consumo medio (Km/l) |
| GTC 4.0 Convertibile aut. | dal 2012      | Benzina | 3993           | 373 Kw (507 Cv) | 660            | 254                  | 5.0                  | 301                 | 9.2                  |
| GTC 6.0 Convertibile aut. | dal debutto   | Benzina | 5998           | 423 Kw (575 Cv) | 700            | 384                  | 4.8                  | 314                 | 6.1                  |
| GTC 6.0 Convertibile aut. | dal debutto   | Benzina | 5998           | 463 Kw (630 Cv) | 800            | 388                  | 4.1                  | 325                 | 6.0                  |
| GTC 6.0 Convertibile aut. | dal 2012      | Benzina | 5998           | 471 Kw (640 Cv) | 800            | 388                  | 4.0                  | 329                 | 5.5                  |

## Versioni speciali

### Bentley Continental GTC Speed

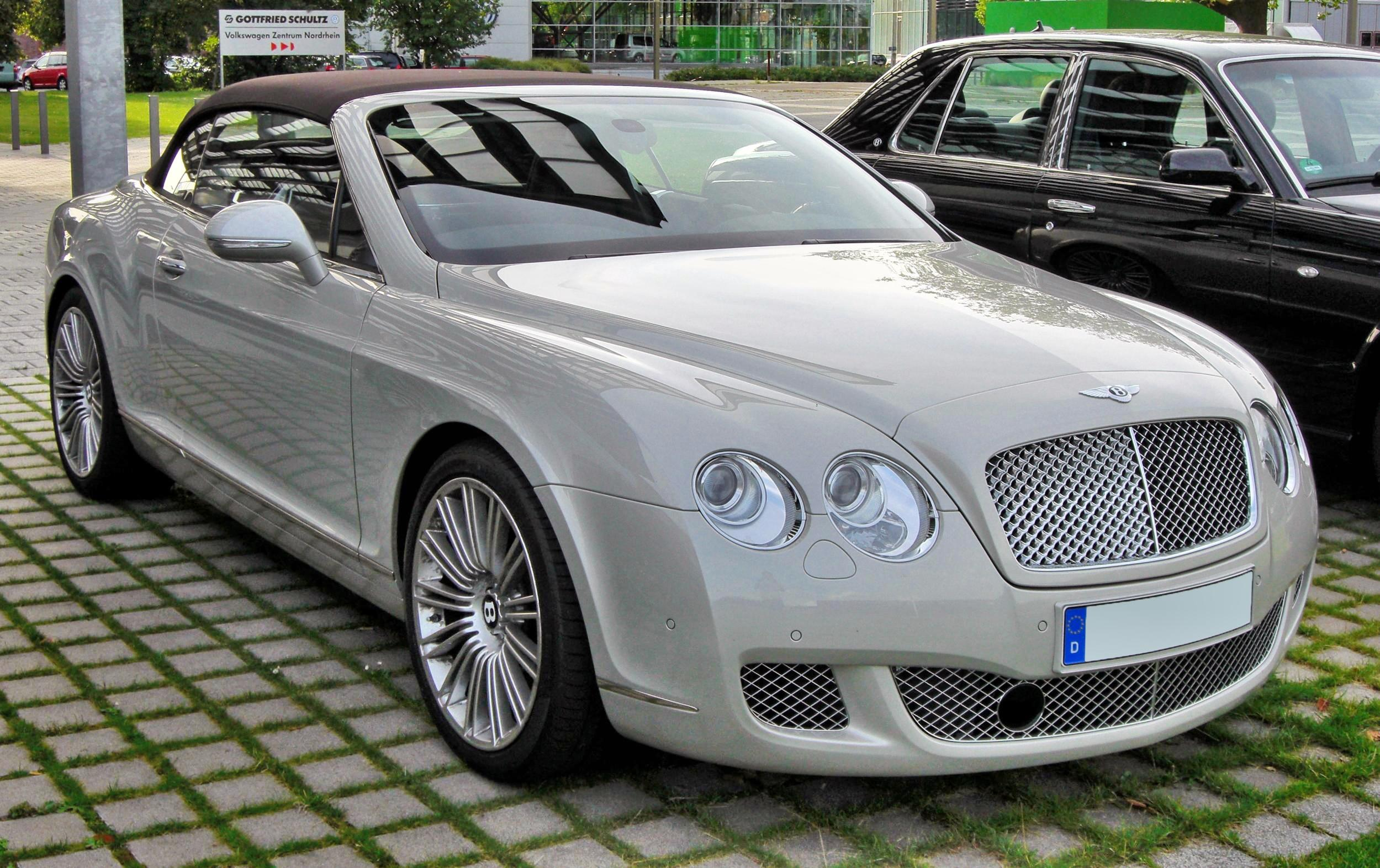
Una Bentley Continental GTC Speed

Presso il salone automobilistico di Detroit del 2013, la Bentley ha presentato la versione speciale Speed della Continental GTC. Questo modello impiega un propulsore W12 6.0 litri biturbo da 625 cv e 800 Nm di coppia gestito da una trasmissione semiautomatica ZF ad otto marce. Con tale configurazione meccanica, la vettura ha un'accelerazione da 0 a 100 km/h in 4,2 secondi, con una velocità massima di 322 km/h. La maneggevolezza è stata migliorata con l'introduzione di nuove sospensioni sportive, mentre esteticamente sono stati aggiunti dei nuovi cerchioni in lega da 21' e dei nuovi terminali di scarico ellittici.

### Bentley Continental GTC Supersports

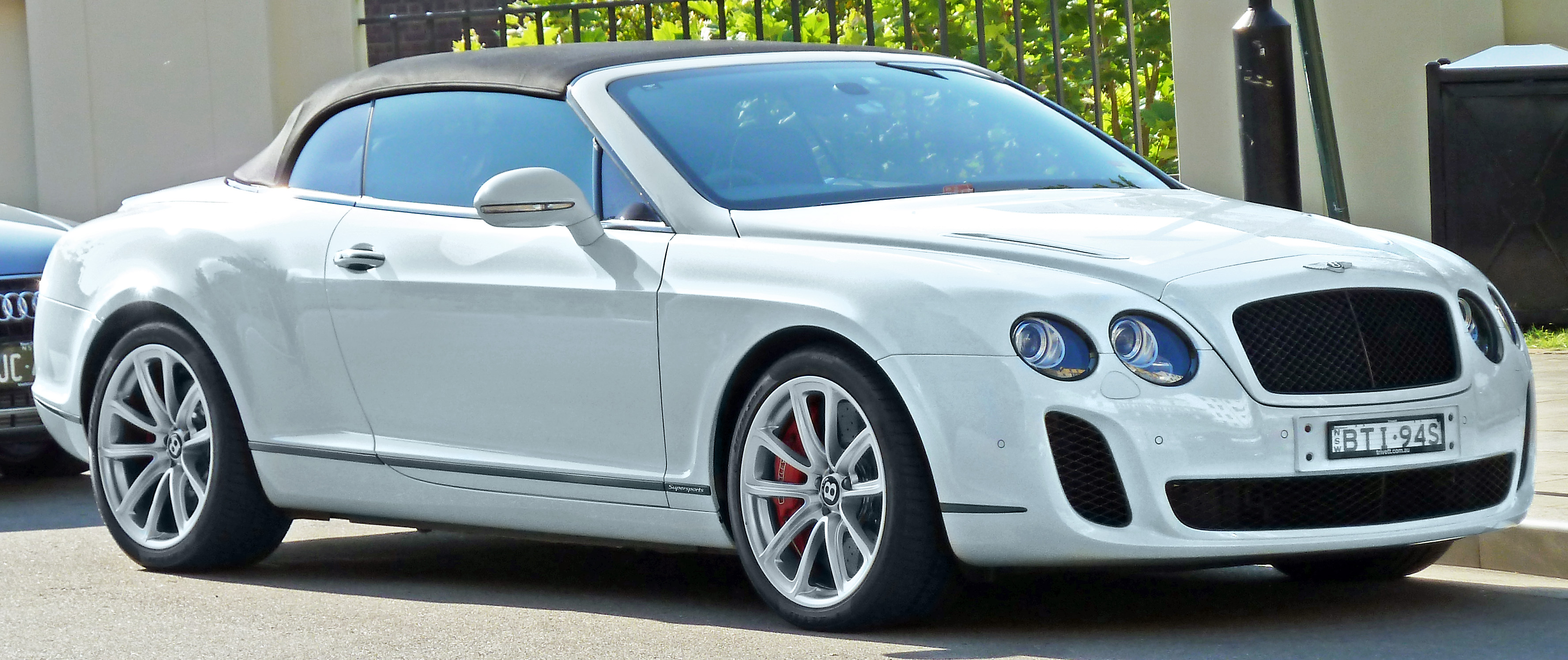
Una Bentley Continental GTC Supersports

La Supersports Convertible era la versione scoperta della Supersports coupé. Condivideva la base meccanica con quest'ultima.

### Bentley Continental GTC Supersports ISR

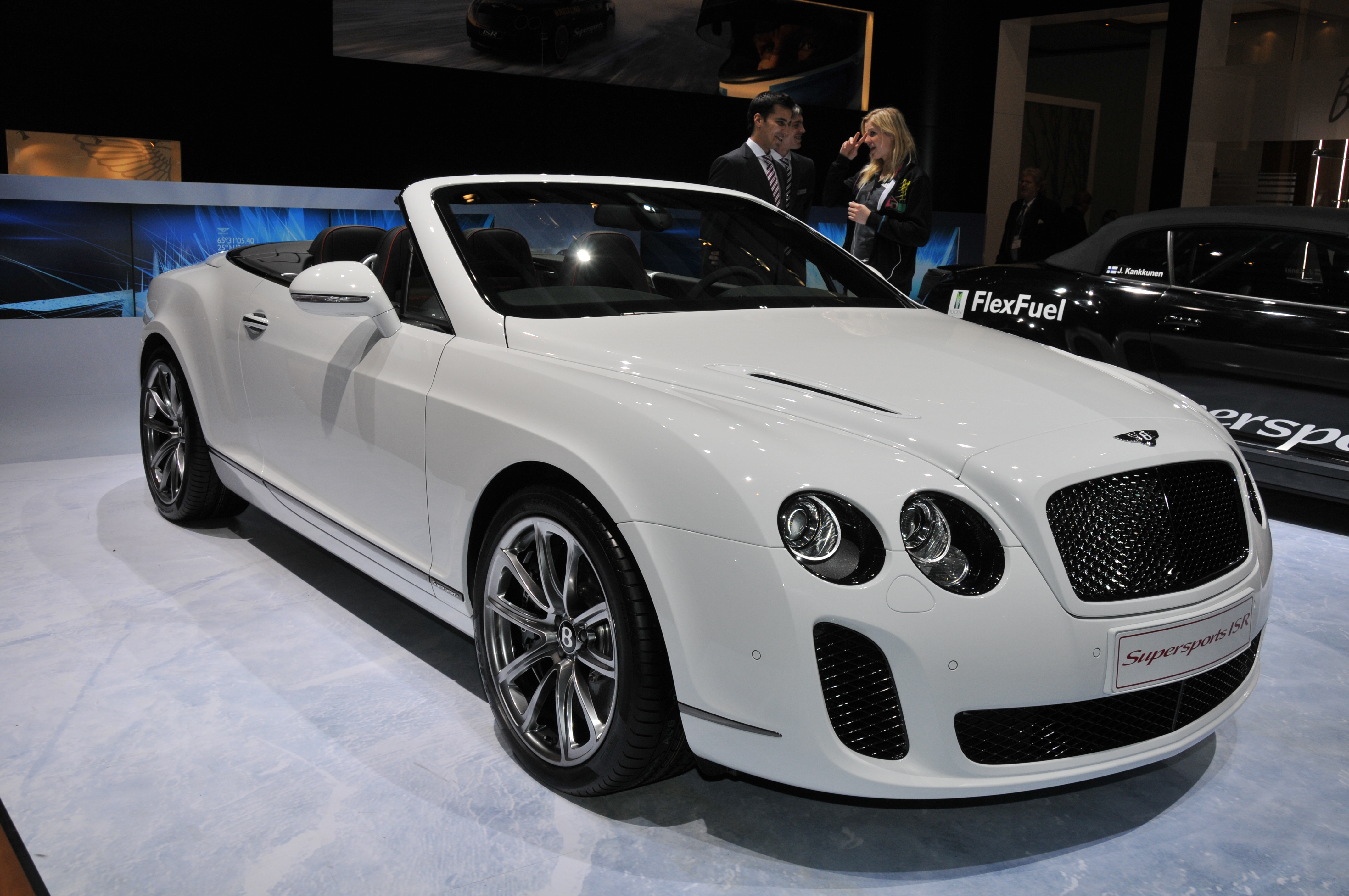
Una Bentley Continental GTC Supersports ISR

La Supersports Convertible ISR (sigla che sta per Ice Speed Record)era una versione celebrativa del record di velocità su ghiaccio stabilito da Juha Kankkunen con una Supersports Convertible sulla costa finlandese alla media di 330,695 km/h. Presenta delle decalcomanie dedicate e nuovi cerchi in lega sportivi da 20'.

### Bentley Continental GTC V8

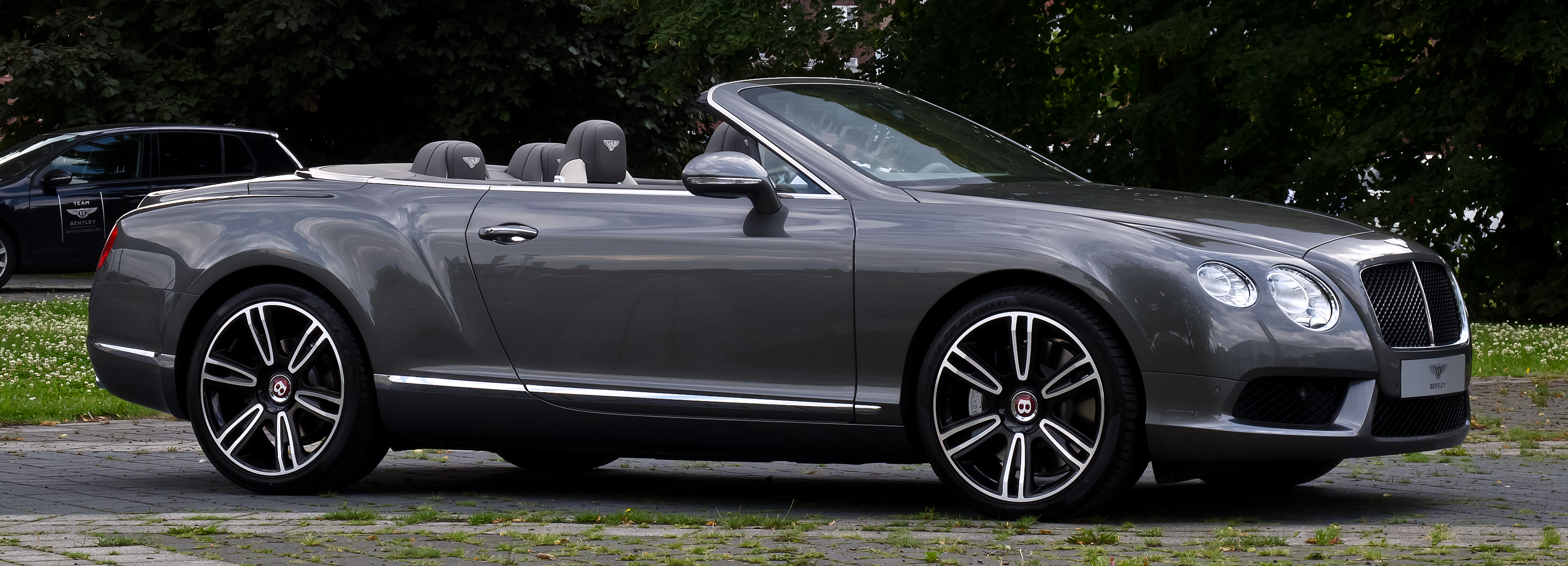
Una Bentley Continental GTC V8

Della GTC è stata creata nel 2012 una versione V8 che condivide la meccanica con la versione GT.

### Bentley Continental GTC V8 S
La V8 S GTC è la versione convertibile della V8 S GT, con cui condivide la base meccanica.